# Грачаница (Андријевица)
Грачаница је насеље у општини Андријевица у Црној Гори. Према попису из 2003. било је 307 становника (према попису из 1991. било је 397 становника).
Овде је рођен народни херој Бранко Делетић (1915-1942).

## Демографија
У насељу Грачаница живи 249 пунолетних становника, а просечна старост становништва износи 41,3 година (38,8 код мушкараца и 43,8 код жена). У насељу има 112 домаћинстава, а просечан број чланова по домаћинству је 2,74.
Ово насеље је углавном насељено Србима (према попису из 2003. године), а у последња три пописа, примећен је пад у броју становника.
|  |

| Демографија | Демографија | Демографија |
| Година      | Становника  | Становника  |
| ----------- | ----------- | ----------- |
|             |             |             |
|             |             |             |
|             |             |             |
|             |             |             |
| 1948.       | 870         |             |
| 1953.       | 906         |             |
| 1961.       | 787         |             |
| 1971.       | 736         |             |
| 1981.       | 558         |             |
| 1991.       | 397         | 397         |
| 2003.       | 336         | 307         |
|             |             |             |

| Етнички састав према попису из 2003.‍ | Етнички састав према попису из 2003.‍ | Етнички састав према попису из 2003.‍ | Етнички састав према попису из 2003.‍ | Етнички састав према попису из 2003.‍ |
| ------------------------------------ | ------------------------------------ | ------------------------------------ | ------------------------------------ | ------------------------------------ |
|                                      |                                      |                                      |                                      |                                      |
| Срби                                 | Срби                                 |                                      | 230                                  | 74,91%                               |
| Црногорци                            | Црногорци                            |                                      | 59                                   | 19,21%                               |
| Мађари                               | Мађари                               |                                      | 1                                    | 0,32%                                |
| непознато                            | непознато                            |                                      | 4                                    | 1,30%                                |

| Година пописа     | 1948. | 1953. | 1961. | 1971. | 1981. | 1991. | 2003. |
| ----------------- | ----- | ----- | ----- | ----- | ----- | ----- | ----- |
| Број домаћинстава | 184   | 192   | 170   | 169   | 143   | 125   | 120   |

| Број чланова      | 1   | 2  | 3  | 4  | 5  | 6  | 7 | 8 | 9 | 10 и више | Просек |
| ----------------- | --- | -- | -- | -- | -- | -- | - | - | - | --------- | ------ |
| Број домаћинстава | 112 | 29 | 28 | 24 | 15 | 10 | 3 | 2 | 1 | 0         | 0      |

| Пол    | Укупно | Неожењен/Неудата | Ожењен/Удата | Удовац/Удовица | Разведен/Разведена | Непознато |
| ------ | ------ | ---------------- | ------------ | -------------- | ------------------ | --------- |
| Мушки  | 128    | 52               | 68           | 5              | 2                  | 1         |
| Женски | 127    | 20               | 64           | 38             | 4                  | 1         |
| УКУПНО | 255    | 72               | 132          | 43             | 6                  | 2         |

| Пол    | Укупно                    | Пољопривреда, лов и шумарство | Рибарство                            | Вађење руде и камена | Прерађивачка индустрија       |
| ------ | ------------------------- | ----------------------------- | ------------------------------------ | -------------------- | ----------------------------- |
| Мушки  | 26                        | 1                             | 0                                    | 0                    | 3                             |
| Женски | 9                         | 0                             | 0                                    | 0                    | 4                             |
| УКУПНО | 35                        | 1                             | 0                                    | 0                    | 7                             |
| Пол    | Производња и снабдевање   | Грађевинарство                | Трговина                             | Хотели и ресторани   | Саобраћај, складиштење и везе |
| Мушки  | 1                         | 5                             | 1                                    | 1                    | 1                             |
| Женски | 0                         | 0                             | 1                                    | 0                    | 0                             |
| УКУПНО | 1                         | 5                             | 2                                    | 1                    | 1                             |
| Пол    | Финансијско посредовање   | Некретнине                    | Државна управа и одбрана             | Образовање           | Здравствени и социјални рад   |
| Мушки  | 0                         | 0                             | 12                                   | 0                    | 0                             |
| Женски | 0                         | 0                             | 0                                    | 1                    | 2                             |
| УКУПНО | 0                         | 0                             | 12                                   | 1                    | 2                             |
| Пол    | Остале услужне активности | Приватна домаћинства          | Екстериторијалне организације и тела | Непознато            | Непознато                     |
| Мушки  | 0                         | 0                             | 0                                    | 1                    | 1                             |
| Женски | 0                         | 0                             | 0                                    | 1                    | 1                             |
| УКУПНО | 0                         | 0                             | 0                                    | 2                    | 2                             |